# Ридный, Александр Геннадьевич
Александр Геннадьевич Ридный (род. 7 августа 1977) — российский дзюдоист, чемпион и призёр чемпионатов России, чемпион мира среди военнослужащих, старший тренер мужской сборной Красноярского края по дзюдо.

## Спортивные результаты
- Чемпионат России по дзюдо 1997 года — ;
- Чемпионат России по дзюдо 1998 года — ;
- Чемпионат России по дзюдо 2000 года — ;
- Чемпионат России по дзюдо 2002 года — ;